# São José Esporte Clube
Il São José Esporte Clube, noto anche semplicemente come São José, è una società calcistica brasiliana con sede nella città di São José dos Campos, nello stato di San Paolo.

## Storia
Il 13 agosto 1933, lo sportivo Galiano Alves fondò l'Esporte Clube São José, a causa di una divergenza con un altro club della città chiamato Associação Esportiva São José. Nel 1976, il club per evitare il fallimento, decise di cambiare il nome in São José Esporte Clube. Nel 1989, il club è stato finalista del Campeonato Brasileiro Série B, dove venne sconfitto in finale dal Bragantino.
L'ultima partecipazione del club alla massima divisione brasiliana risale alla stagione 1990.

## Palmarès

### Competizioni statali
- Campeonato Paulista Série A2: 2

1972, 1980
- Campeonato Paulista Série A3: 1

1965
- Campeonato Paulista Segunda Divisão: 2

1964, 2020

### Altri piazzamenti
- Campeonato Brasileiro Série B:

Secondo posto: 1989
- Campionato paulista:

Semifinalista: 1981, 1989
- Copa Paulista:

Semifinalista: 2023